# 칠성초등학교 외사분교
칠성초등학교 외사분교는 대한민국 충청북도 괴산군 칠성면 외사리 152에 있었던 공립 초등학교이다.

## 연혁
- 1941.06.18 칠성국민학교 외사간이학교 개교
- 1944.03.09 외사국민학교 설립인가
- 1944.04.20 외사국민학교 개교(1학급 편성)
- 1950.05.10 제1회 졸업식
- 1974.03.05 갈론분교장 개교
- 1988.02.28 갈론분교장 폐교
- 1996.03.01 외사초등학교로 개칭
- 2002.02.18 제53회 졸업식(총2,017명 졸업)
- 2002.02.28 칠성초등학교 외사분교장 격하
- 2009.02.28 외사분교장 폐교
- 2009.03.01 칠성초등학교로 통합